# Hugo San Martín
Hugo San Martín Arzabe (La Paz, Bolivia; 1960) es un político, escritor, abogado y politólogo boliviano.
Licenciado en Ciencias Jurídicas, posee un máster en Estudios Estratégicos y Seguridad Internacional por la Universidad de Granada (España) y otro máster en Ciencias Políticas por la Facultad latinoamericana de Ciencias Sociales (Costa Rica).  Como conferencista en temas de Seguridad, Gobernabilidad, Prospectiva y Populismo, ha sido invitado a diferentes Universidades en Latinoamérica y centros académicos en EE. UU. y España. 

## Cargos públicos
Ejerció las funciones de viceministro de Gobierno (1993-1996), ministro de Trabajo (1996-1997) y Diputado Nacional por el Departamento de La Paz (2002-2005).
En forma paralela a las labores cumplidas en la función pública, es Director del Centro de Profundización de la Democracia y de la Fundación Boliviana para la Reforma Democrática.

## Obras destacadas
Ha escrito varios libros entre los que destacan:
- La Guerra Híbrida Rusa sobre Occidente (2018)ISBN 9781643340647,https://www.barnesandnoble.com/w/la-guerra-h-brida-rusa-sobre-occidente-hugo-san-mart-n/1130332895?ean=9781643340647

- Atribuciones de los Organismos Electorales en América Latina.[1] (2006)

- El Proceso de Reforma Constitucional en Bolivia, en Anuario de Derecho Constitucional Latinoamericano.[2] (2004)

- La Reforma Constitucional y la posibilidad de la Asamblea Constituyente.[3] (2003)

- Nacionalismo Revolucionario y Modernidad Democrática, pag 513-574, Fundación Milenio 1998 https://web.archive.org/web/20181016032603/http://biblioteca.flaviadas.org/cgi-bin/opac-detail.pl?biblionumber=2766

- Sistemas Electorales: Adaptación del Doble Voto Alemán al caso Boliviano.[4] (1993)

- El Palenquismo: Movimiento Social, Populismo, Informalidad Política.[5] (1991)